# Marigny-Marmande
 Marigny-Marmande  es una población y comuna francesa, situada en la región de  Centro, departamento de Indre y Loira, en el distrito de Chinon y cantón de Richelieu.

## Demografía
| 910 | 853 | 760 | 651 | 600 | 625 |
| Para los censos de 1962 a 1999 la población legal corresponde a la población sin duplicidades (Fuente: INSEE [Consultar]) |     |     |     |     |     |